# اقوام سامی‌زبان باستان
اقوام سامی‌زبان باستان (انگلیسی: Ancient Semitic-speaking peoples) مردمی بودند که در سراسر خاور نزدیک باستان، از جمله شام، میان‌رودان، شبه‌جزیره عربستان و شاخ آفریقا از هزارهٔ سوم پیش از میلاد تا پایان دوران باستان زندگی می‌کردند.